# 克留基夫希納
克留基夫希納（烏克蘭語：Крюківщина），是烏克蘭中北部基輔州布恰區维什涅韦市镇内的村落，始建於1701年，面積4.42平方公里，海拔高度175米，2001年人口3,509，人口密度每平方公里793.9人。

## 画廊

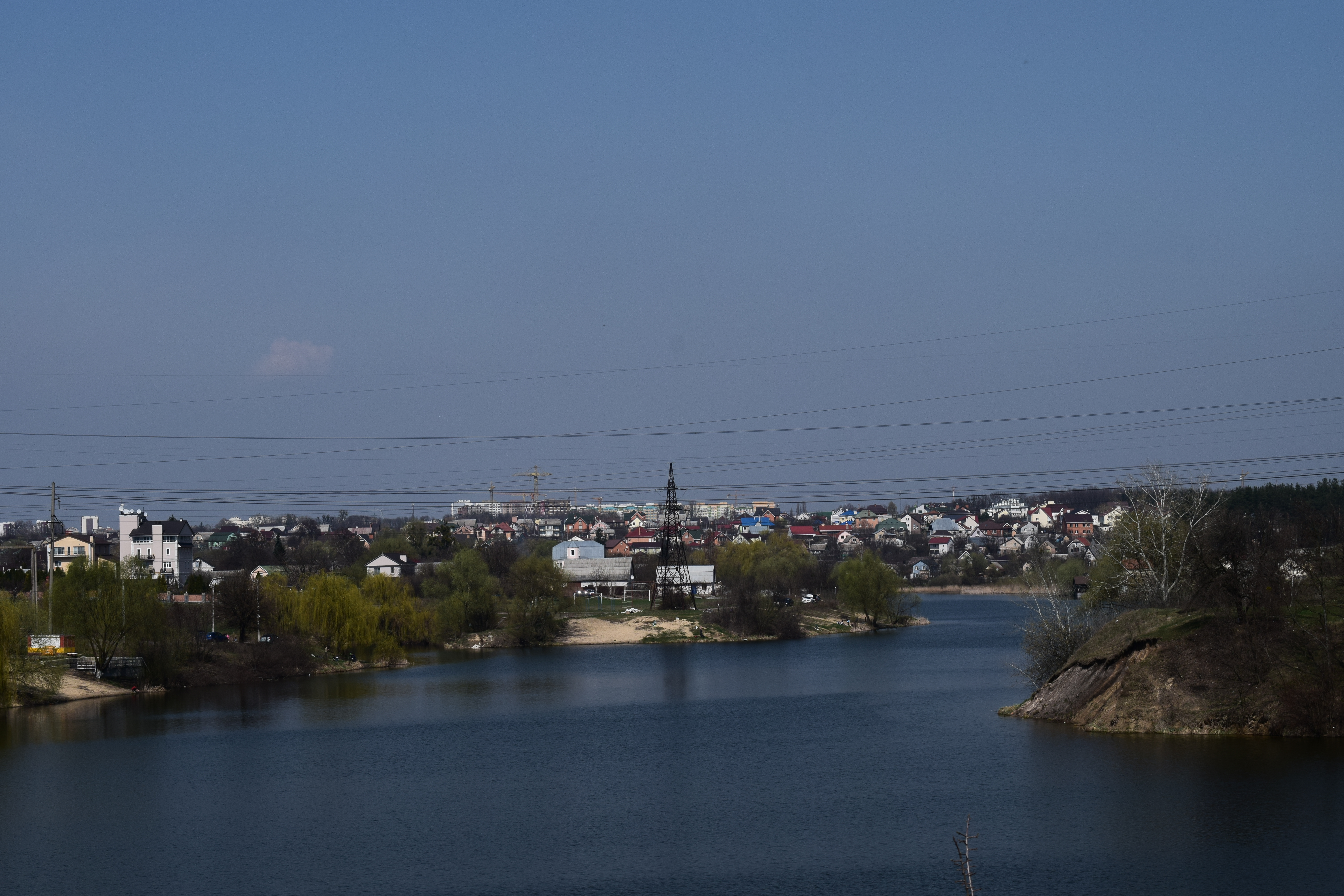
克留基夫希納
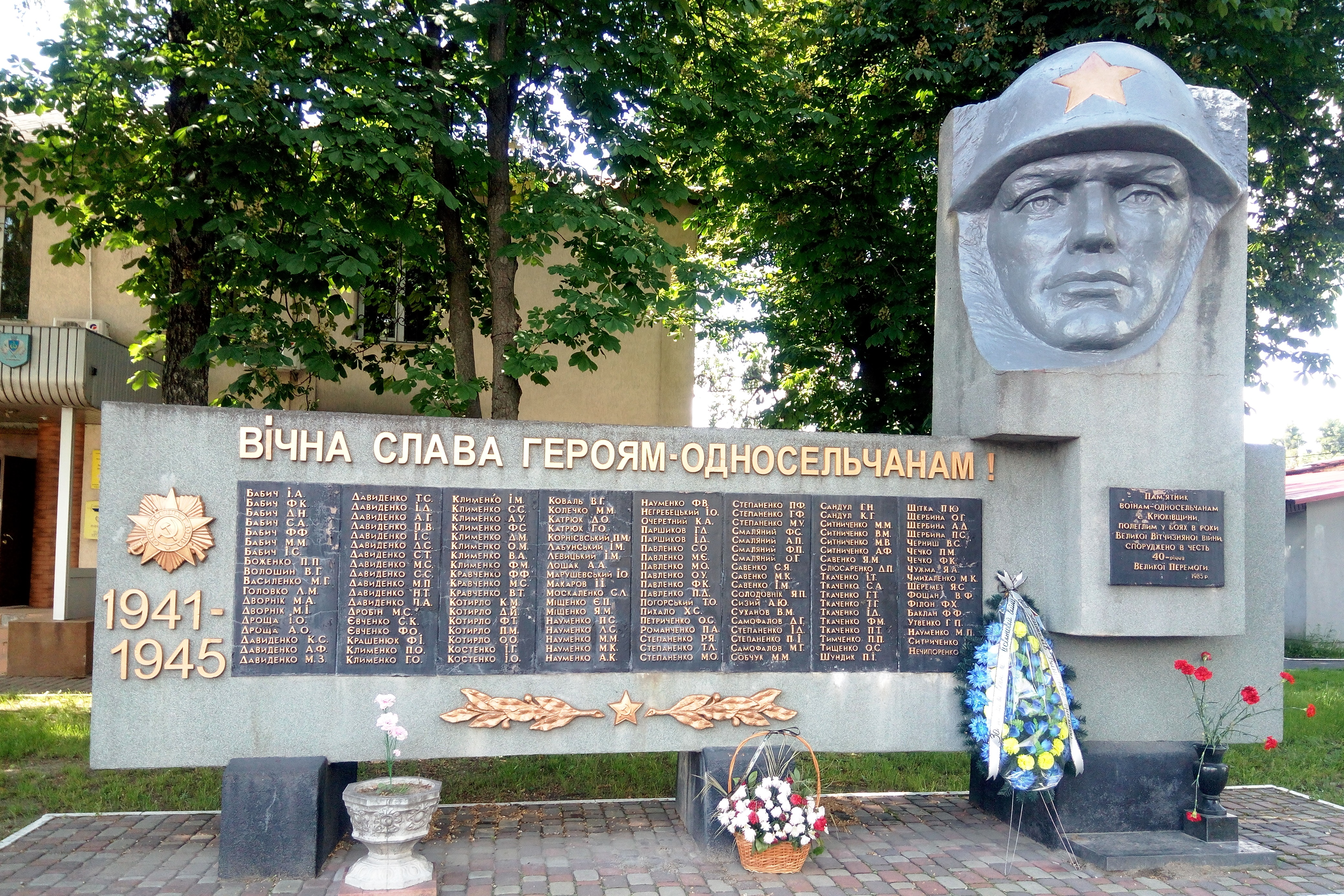
纪念在二战中阵亡的同胞
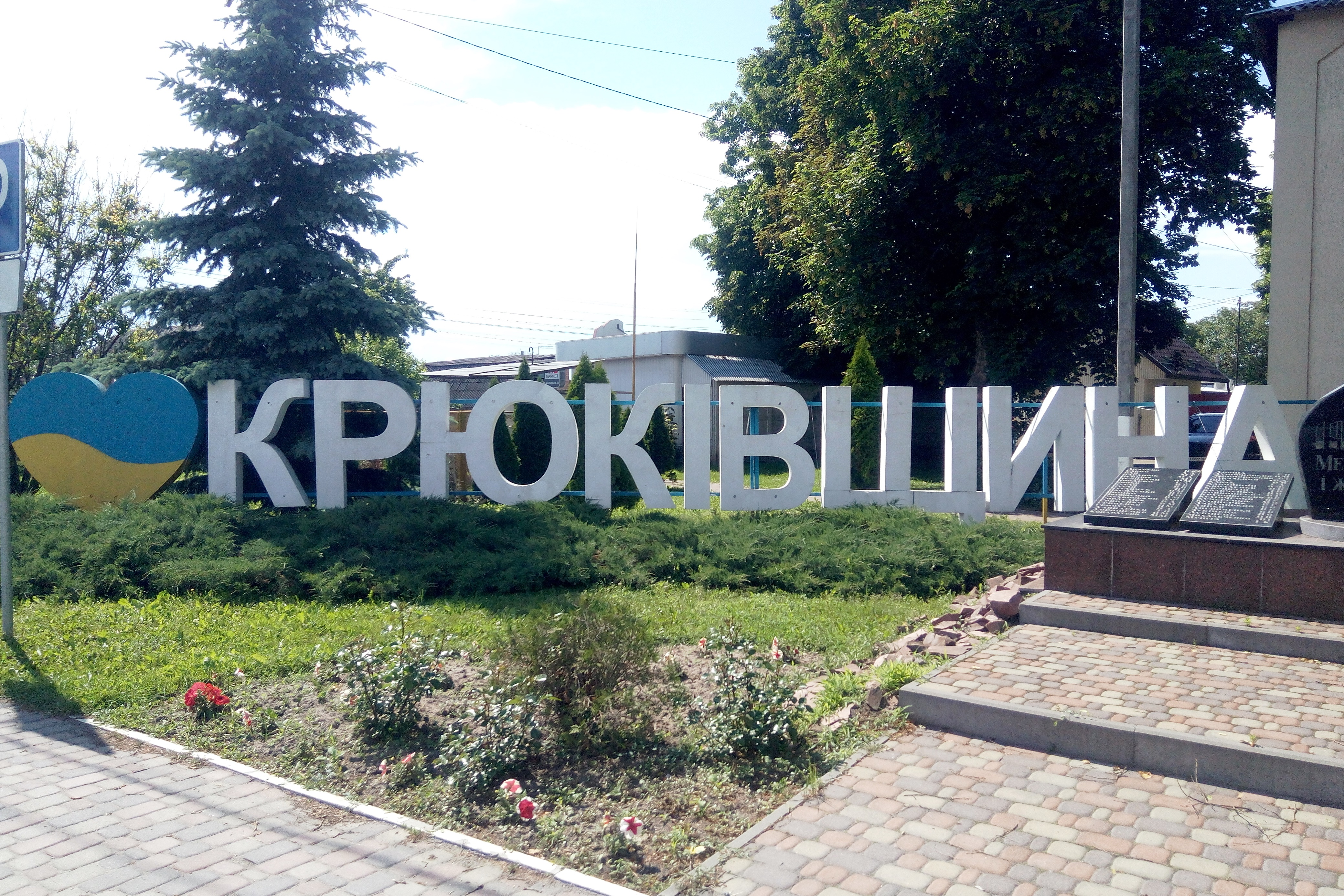
艺术对象“我爱 克留基夫希納”
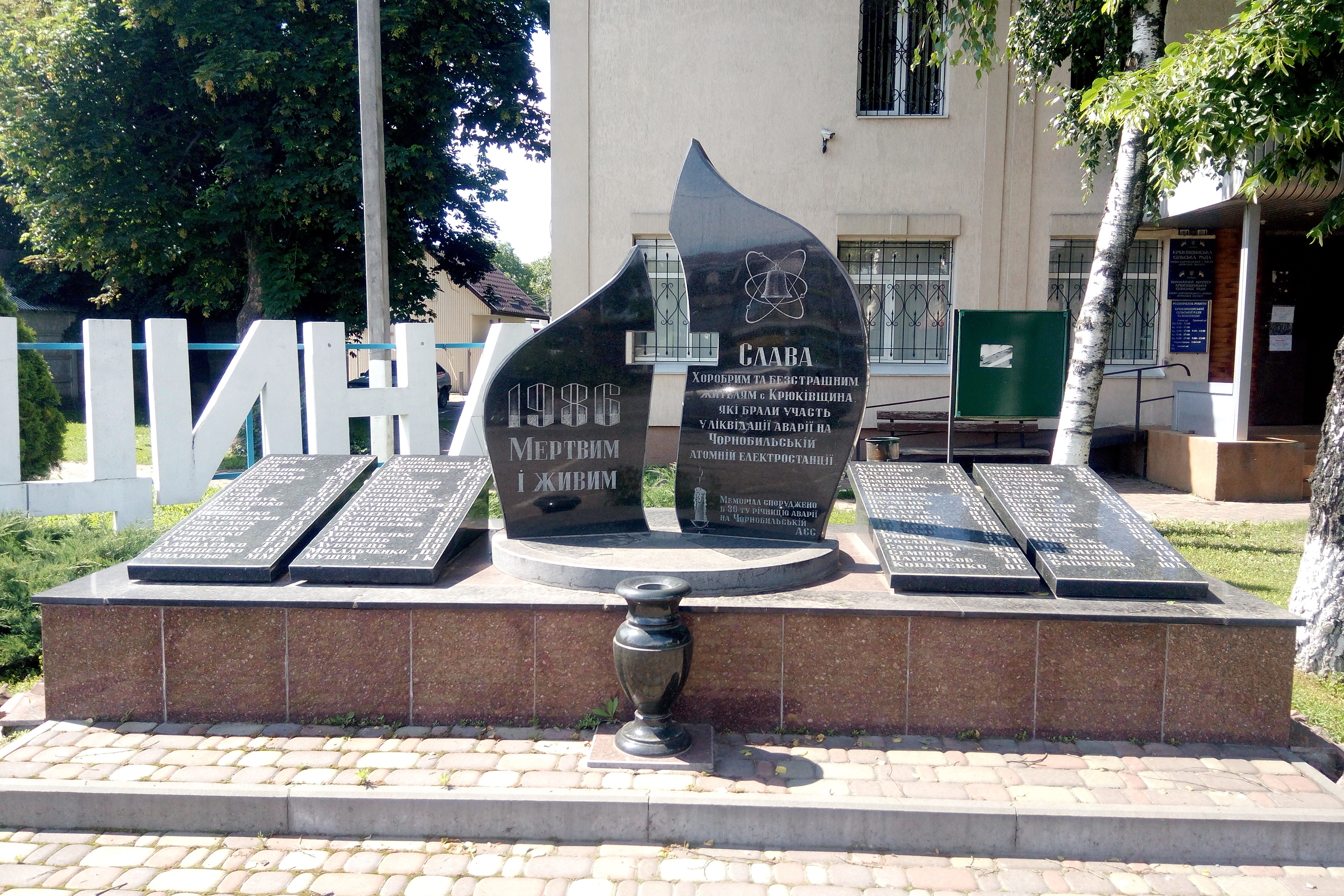
切尔诺贝利受害者纪念碑
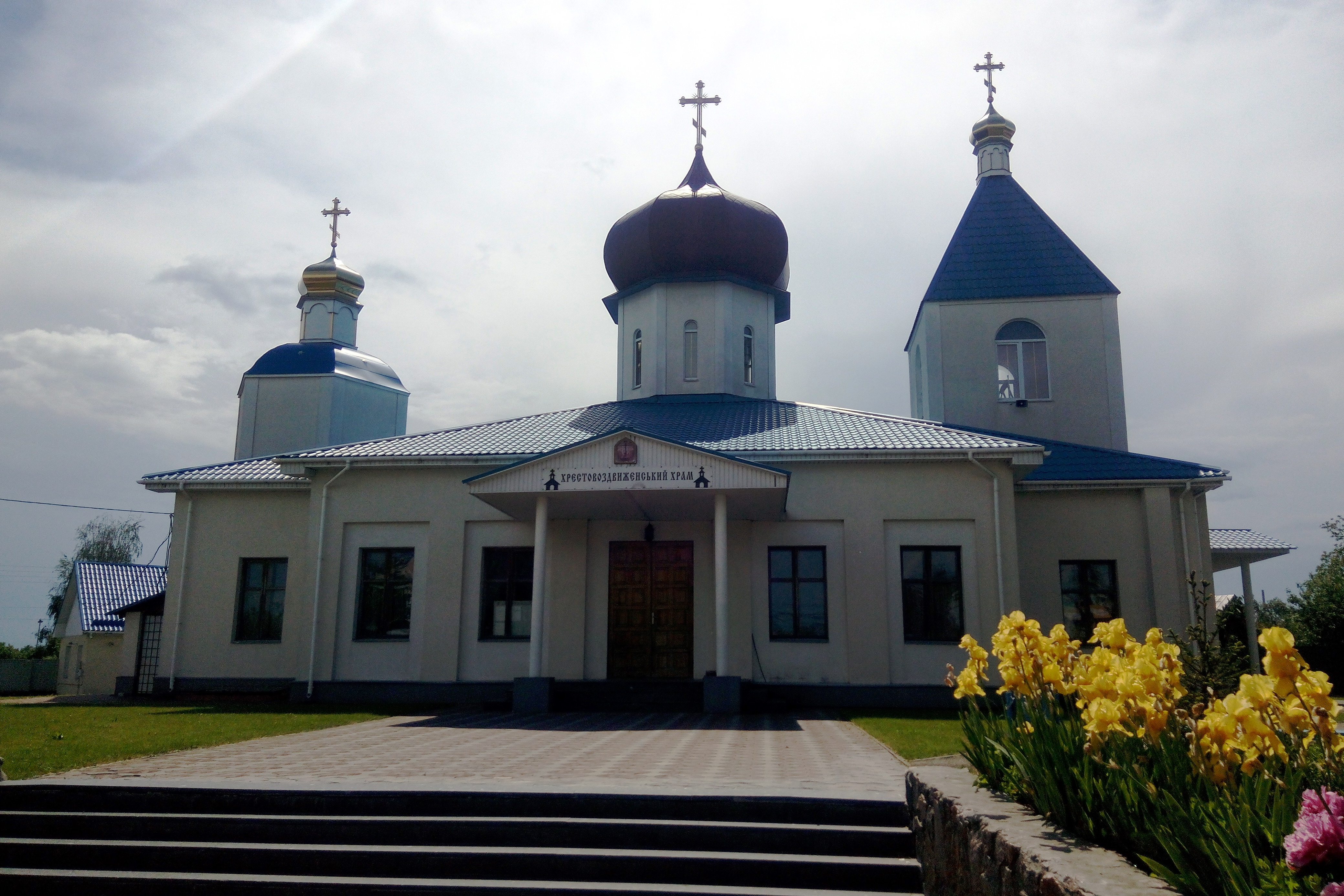
升天十字架教堂 (烏克蘭正教會 (莫斯科宗主教聖統))
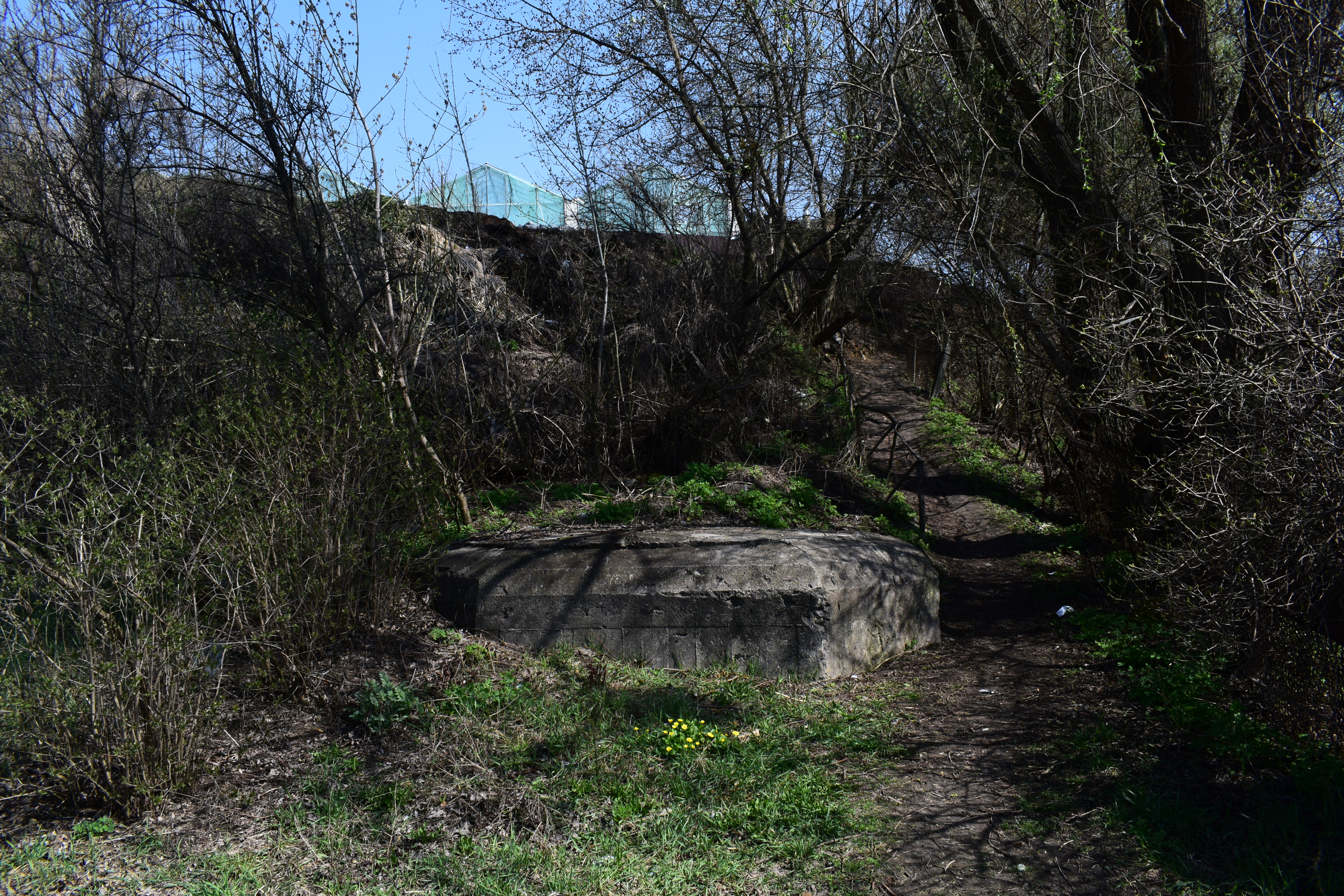
地堡 编号  301
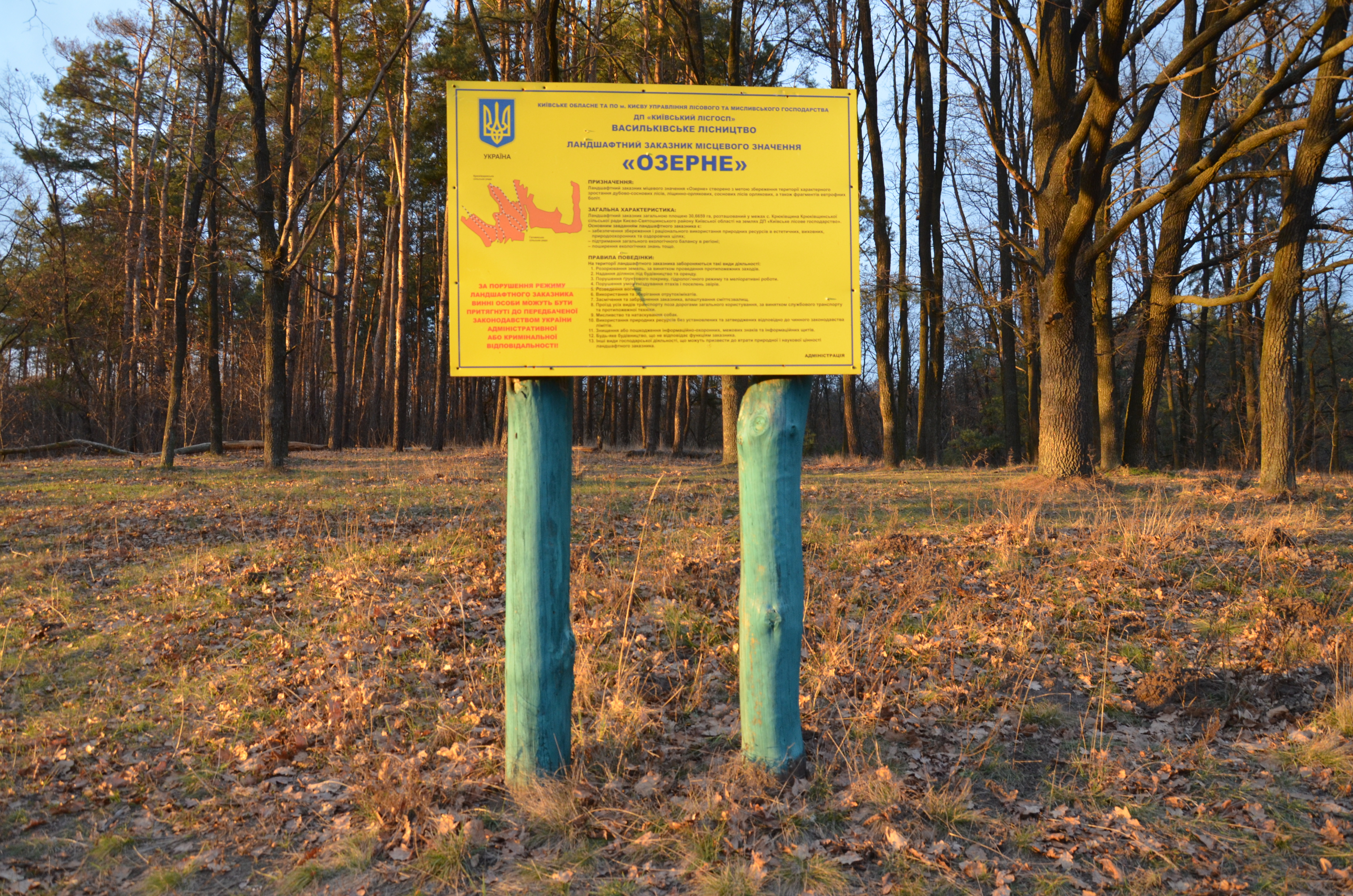
湖泊保护区